# Edward José

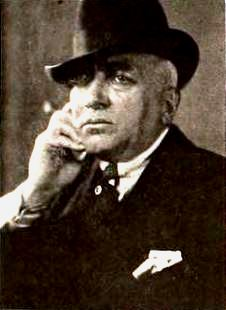
Edward José (1920)

Edward José (* 5. Juli 1865 in Rotterdam, Niederlande; † 18. Dezember 1930 in Nizza, Frankreich) war ein belgischer Schauspieler, Filmregisseur, Drehbuchautor und Filmproduzent.
Während seiner Karriere drehte er zwischen 1915 und 1925 insgesamt 42 Produktionen und spielte in zwölf Filmen zwischen 1910 und 1916. Sein erster Film als Schauspieler war The Motor Fiend, eine amerikanische Komödie von 1910 unter der Regie von Theodore Wharton. In seinem zweiten Film, How Rastus Gets His Turkey, war er auch am Schreiben des Drehbuchs beteiligt, so begann eine Karriere, wo er gelegentlich auch als Drehbuchautor arbeitete.
Während seiner aktiven Zeit als Filmregisseur, er arbeitete mit berühmten Schauspielerinnen wie Pauline Frederick, Alice Joyce, Pearl White, Norma Talmadge und Lina Cavalieri zusammen.

## Filmografie

### Regisseur
- 1915: Simon, the Jester
- 1915: The Closing Net
- 1915: Nedra
- 1915: The Beloved Vagabond
- 1916: The Iron Claw, Regie mit George B. Seitz
- 1916: Ashes of Embers, Regie mit Joseph Kaufman
- 1916: The Light That Failed
- 1916: Pearl of the Army
- 1917: Hungry Heart
- 1917: Mayblossom
- 1917: Poppy
- 1917: The Moth
- 1917: Her Silent Sacrifice
- 1918: Woman and Wife
- 1918: La Tosca
- 1918: Resurrection
- 1918: Love's Conquest
- 1918: Fedora
- 1918: Private Peat
- 1918: A Woman of Impulse
- 1918: My Cousin
- 1919: The Doctor and the Bricklayer
- 1919: The Two Brides
- 1919: Fires of Faith
- 1919: The Splendid Romance
- 1919: The Isle of Conquest
- 1920: The Fighting Shepherdess
- 1920: Mothers of Men
- 1920: The Yellow Typhoon
- 1920: The Riddle: Woman
- 1921: What Women Will Do
- 1921: Her Lord and Master
- 1921: The Scarab Ring
- 1921: The Inner Chamber
- 1921: Matrimonial Web
- 1921: Rainbow
- 1922: The Prodigal Judge
- 1922: The Man from Downing Street
- 1922: The Girl in His Room
- 1923: God's Prodigal
- 1925: Le Puits de Jacob
- 1925: Terreur, Regie mit Gérard Bourgeois

### Schauspieler
- 1910: The Motor Fiend
- 1910: How Rastus Gets His Turkey
- 1914: A Leech of Industry
- 1914: The Perils of Pauline
- 1914: The Stain
- 1914: All Love Excelling
- 1914: The Corsair
- 1914: The Walls of Jericho
- 1914: The Taint
- 1915: A Fool There Was
- 1915: The Celebrated Scandal
- 1915: Anna Karenina
- 1916: The Iron Claw

### Drehbuchautor
- 1910: How Rastus Gets His Turkey
- 1915: Children of the Ghetto
- 1917: Poppy
- 1920: Mothers of Men
- 1922: The Prodigal Judge

### Produzent
- 1916: The Iron Claw
- 1916: The Light That Failed
- 1920: Mothers of Men